# Nemški evrokovanci
Nemški evrokovanci imajo tri različne motive, po enega za vsako serijo. Na manjših kovancih je hrastov list, na srednjih Brandenburška vrata, na večjih pa nemški orel.

## Podoba nemških evrokovancev
| Nemški evrokovanci – zadnja stran                                    | Nemški evrokovanci – zadnja stran | Nemški evrokovanci – zadnja stran                                                     |
| 0,01 €                                                               | 0,02 €                            | 0,05 €                                                                                |
| -------------------------------------------------------------------- | --------------------------------- | ------------------------------------------------------------------------------------- |
|                                                                      |                                   |                                                                                       |
| Vejica nemškega hrasta – motiv, ki je bil tudi na nekdanjih pfenigih |                                   |                                                                                       |
| 0,1 €                                                                | 0,2 €                             | 0,5 €                                                                                 |
|                                                                      |                                   |                                                                                       |
| Brandenburška vrata kot simbol razdeljenosti in enotnosti            |                                   |                                                                                       |
| 1 €                                                                  | 2 €                               | Rob kovanca za 2 €                                                                    |
|                                                                      |                                   | EINIGKEIT UND RECHT UND FREIHEIT (Enotnost, pravica in svoboda), začetek nemške himne |
| Nemški zvezni orel iz grba Nemčije – simbol nemške suverenosti       |                                   |                                                                                       |
|                                                                      |                                   |                                                                                       |